# Provincie Nagato

Mapa japonských provincií se zvýrazněnou provincií Nagato

Provincie Nagato (japonsky: 長門国; Nagato no kuni), známá také jako Čóšú (長州), byla stará japonská provincie na nejzápadnějším cípu ostrova Honšú. Na jejím území se dnes rozkládá západní část prefektury Jamaguči. Nagato sousedila s provinciemi Iwami a Suó.
I když starobylým hlavním městem provincie bývalo Šimonoseki, sídlem lenních pánů Nagata bylo obvykle Hagi. Před i po bitvě u Sekigahary (roku 1600) vládl provincii rod Móri.
Když byl po reformách Meidži v roce 1871 zrušen systém provincií a nahrazen prefekturami, vznikla spojením provincií Nagato a Suó prefektura Jamaguči.
Rodáci z Čóšú měli silné zastoupení ve skupině oligarchů, kteří se dostali k moci po roce 1868. Patřili mezi ně Hirobumi Itó, Aritomo Jamagata a Kóin Kido (také známý jako Kogoró Kacura). Dalšími významnými osobnostmi Japonska období Meidži, pocházejícími z Čóšú, byli např. Šóin Jošida, Šinsaku Takasugi a Genzui Kusaka.
Japonská bitevní loď Nagato byla pojmenována podle této provincie.